# Ďurčiná
Ďurčiná (maďarsky Györkeháza, do  roku 1907 Gyurcsina) je obec v okrese Žilina na Slovensku, 2 kilometry jihozápadně od města Rajce. V roce 2011 zde žilo 1 071 obyvatel. První písemná zmínka o obci pochází z roku 1393.

## Dějiny obce
První doklady o osídlení na území dnešního katastru obce Ďurčiná pochází z mladší doby bronzové, kdy byla sídlem lužické kultury, o čemž svědčí vykopávky nalezené na Kamenném Diele (měděná sekerka a hliněný džbán), které jsou uloženy v Budatínském zámku. První písemná zmínka byla doložena a datována rokem 1393 s názvem Posesio Georklehataya a patřila pod panství Rajeckého hradu, o kterém se zachovaly už jen náznaky jeho existence. Za dob panování rakouské císařovny Marie Terezie patřila Ďurčiná pod Lietavské panství, z jehož vlivu se vymanila v roce 1846. Hlavním zdrojem obživy byl chov ovcí a zemědělství. Rolníci měli rozdělenou ornou půdu na usedlosti (grunty, též sesie či rale). Tak se i dnes můžeme dočíst v kronice obce o vzniku, rozloze a poloze jednotlivých gruntů v Ďurčině, jejichž názvy se i dnes často shodují s názvy míst v jejím katastru.

### Symboly obce
Pečeť obce, která se zachovala z poloviny 18. století. Je na ní vyobrazena postava ženy se srpem. Podle heraldiky měly ve znacích lidské postavy ty obce, které měly výsostné postavení mezi ostatními obcemi. Samotná zlatá a stříbrná barva znamenají, že obec patřila mezi nejbohatší. Podle pečeti byl vyhotoven i znak. Dalším symbolem je vlajka, kterou tvoří sedm podélných pruhů.

## Kultura

### Architektura staveb
Ďurčiná je řadovou silniční vesnicí. Vedle hlavní silnice postupně vznikla síť bočních uliček. Charakteristické jsou tříprostorové domy na úzkých pozemcích s jedním nebo dvěma okny směrem do ulice, které mají svůj základ v dřevěnicích. Vedle původních dřevěnic a jejich zděných nástupců zde můžeme nalézt celou paletu domů z 20. století až dodnes.
Nejstarší stavbou je barokní kúrie z 18. století. Jde o komplex jedné obytné a několika hospodářských budov se zahradou. Půdorys samotné kurie je trojtraktový obdélník o rozměrech 23,5 x 12 metrů. Posledními známými pány byli Josef Vitolay s manželkou, kteří zde žili v 19. a začátkem 20. století. Byl to právě Josef Vitolay, který z velké části financoval i stavbu Kaple sv. Michala, postavené v 19. století. Začátkem 90. let 20. století byl postaven Kostel Panny Marie Sedmibolestné, který navrhl architekt vdp. František Foltán. V katastrálním území obce se nachází také několik křížů a malých kaplí (tzv. boží muka), které již zčásti pohltil intravilán obce. Jde o drobné stavby z 19. a 20. století.

### Kroj
Ďurčiná patří mezi obce, kde se lidový kroj zachoval v mnoha rodinách a při slavnostních příležitostech je často využíván. Sváteční oděv se skládal z bílých pestře vyšívaných rukávců, které byly ušity z domácího plátna, s bohatě vyšívanými rukávy a límcem. K rukávcům patřila bílá kasanica, která byla bohatě řasená. K tomu si ženy oblékaly bohatě vyšívanou lesklou zástěru. Oblíbená byla také modrotisková zástěra. Takto chodili oblečené ve sváteční den a do kostela.

## Vodní toky
Obcí Ďurčiná protéká potok Ďurčanka, který je tvořen soutokem několika potoků pramenících v okolních horách. Na konci obce se vlévá do Kamenného potoka a pak do řeky Rajčanky.

## Zeleň
Charakteristickým stromem vesnice je odedávna lípa. Nachází se zde nejstarší lípa v Žilinském okrese. Je to asi 400letá lípa velkolistá, vysoká 23 metrů, s obvodem kmene 623 cm.
V okolních smíšených lesích převládají jehličnany – hlavně smrk, z listnatých je to především dub.